# Maurice Claivaz
Maurice Claivaz, né le 3 novembre 1798 à Sembrancher (originaire du même lieu) et mort le 15 mars 1883 à Martigny, est un homme politique et médecin suisse.
Il a été conseiller d'État du canton du Valais de 1848 à 1853 puis conseiller aux États de 1855 à 1857 et conseiller national de 1856 à 1857.

## Biographie
Maurice Claivaz naît le 3 novembre 1798 à Sembrancher. Il est originaire du même lieu.
Il est le fils d'un médecin et a lui-même étudié la médecine à l'Université de Vienne. Il travaille comme médecin de district pour les districts de Martigny et d'Entremont. Il est colonel et médecin-chef des troupes du canton du Valais.
Il a fondé les thermes de Saxon.
Maurice Claivaz meurt le 15 mars 1883 à Martigny.

## Carrière politique
Maurice Claivat est président de Sembrancher de 1845 à 1848. Il est député au Grand Conseil valaisan du district d'Entremont en 1847 et 1848 puis député du district de Martigny de 1852 à 1861 et de 1869 à 1873.
De décembre 1847 à janvier 1848, il est membre suppléant du gouvernement provisoire du canton du Valais. Il est ensuite élu au Conseil d'État où il dirige le département militaire entre 1848 et 1851 et le département de l'instruction publique de 1848 à 1853. Il est considéré comme « le père de la loi sur l'éducation de 1849 ».
Il est conseiller au États de 1855 à 1856 puis conseiller national de 1856 à 1857.